# Vliegtuigongeluk bij Pluvigner
Bij het vliegtuigongeluk bij Pluvigner stortte op 19 september 2019 om 10u33 een tweezitter F-16B van de Belgische luchtmacht neer in de Franse plaats Pluvigner, in Bretagne. De twee piloten wisten zich door middel van hun schietstoel te bevrijden uit het neerstortende toestel en overleefden de crash.
Het betrokken jachtvliegtuig was een tweezitter van het type F-16B met bouwjaar 1983 en werd gebruikt als oefenvliegtuig. 's Ochtends was het toestel opgestegen op de Vliegbasis Florennes in België, met als bestemming de Base d'aéronautique navale de Lann-Bihoué, een luchtmachtbasis nabij Lorient, gelegen aan de Golf van Morbihan in Bretagne, in het westen van Frankrijk. Het toestel stortte neer in Pluvigner, om 10u33, 1 uur en 8 minuten na de opstijging, op 30 kilometer van de bestemming. Vlak voor de crash had de bemanning motorproblemen gemeld. Op dat moment vloog het toestel op een hoogte van 500 meter.
Een eerste piloot wist zonder problemen te landen. De andere piloot kwam echter met zijn parachute vast te zitten in een 250 kV-hoogspanningskabel. De lokale brandweer wist hem te bevrijden met bijstand van technici van de lokale elektriciteitsmaatschappij. De piloten werden uit voorzorg overgebracht naar een ziekenhuis in de buurt, maar konden het ziekenhuis al snel weer verlaten. Beiden hadden slechts lichte verwondingen. De familieleden van de twee piloten werden nog dezelfde dag door de Belgische defensie overgebracht naar Frankrijk.
Bij de crash werd het dak van een woning vernield, waarna het toestel op 50 meter van deze woning neerkwam en er een ontploffing volgde. Omwonenden in een straal van 500 meter rond het wrak werden geëvacueerd. Op de grond vielen geen slachtoffers.
Alle missies van de Belgische luchtmacht die dag werden opgeschort. Minister van Defensie Didier Reynders (MR) kondigde een onderzoek aan naar de oorzaak van de crash.